# Cho Young-cheol
Cho Young-cheol (조영철?, 曺永哲?; Ulsan, 31 maggio 1989) è un ex calciatore sudcoreano, di ruolo attaccante.

## Carriera

### Club
Ha giocato nella squadra di calcio del proprio liceo, l'Haksung High School militando contemporaneamente nell'Under-17 del Metz, tuttavia gli esordi della sua carriera da professionista avvengono in Giappone con lo Yokohama FC, per poi passare all'Albirex Niigata dove, nella stagione 2010 della J1 League, detiene il proprio record con 11 gol in campionato, l'ultima squadra nella quale milita nella massima divisione giapponese è l'Omiya Ardija.
Si trasferisce poi in Qatar, giocano della Stars League con il Qatar SC, vi gioca per una sola stagione, passa poi all'Ulsan Hyundai club sudcoreano, venendo ceduto in prestito per due stagio al Sangju Sangmu, ritorna poi con l'Ulsan Hyundai nel 2017.
Dal 2018 al 2019 ha giocato prima per il Gyeongnam per poi ritornare all'Albirex Niigata. La sua carriera si conclude nelle leghe dilettanti giapponesi giocando per il TIAMO Hirakata e poi per il Tochigi City, abbandona il calcio nel 2022 per accudire il padre malato di cancro.

### Nazionale
Con la nazionale Under-19 gioca nel campionato continentale di categoria, durante le qualificazioni segna 10 reti battendo Guam per 28-0; ottenuto l'accesso al campionato (edizione 2008), la Corea del Sud si qualifica tra le prime quattro squadre, Young-cheol segna un gol sconfiggendo il Giappone per 3-0.
Vince la medaglia di bronzo nel 2010 ai Giochi asiatici, segna il gol del 4-0 vincendo contro la Giordania, è autore della rete del 3-0 sconfiggendo la Cina.
Con la nazionale maggiore gioca solo 12 partite, vince l'argento alla Coppa d'Asia Australia 2015 dove ha segnato la sua unica rete con la maglia della Corea del Sud, infatti ha realizzato il gol del 1-0 vincendo di misura contro l'Oman.

## Palmarès
- Giochi asiatici: 1

 2010